# Poon Lim
Poon Lim (8 de março de 1917 - 4 de janeiro de 1991) foi um marinheiro chinês que sobreviveu 133 dias sozinho no Oceano Atlântico.

## Biografia
Nascido na Ilha de Hainan em 1917, Poon Lim estava trabalhando durante a Segunda Guerra Mundial, em 1942, num navio mercante inglês chamado SS Ben Lomond, o qual partira da Cidade do Cabo a caminho de Suriname.
Em 23 de novembro, um U-Boot alemão interceptou e torpedeou o navio. Enquanto o navio afundava, Poon Lim pegou um salva-vidas e saltou ao mar antes do navio explodir. Após duas horas na água, ele encontrou um barco salva-vidas a deriva e embarcou nele. Da tripulação de 54 pessoas apenas ele sobreviveu.
O barco tinha várias latas de biscoito, um barril de água, chocolate, torrões de açúcar, alguns sinalizadores e uma lanterna. Não havia remos ou velas, o que fez com que a embarcação ficasse à deriva.
Poon Lim se manteve vivo inicialmente bebendo a água e a comida no barco, mas com o tempo passou a colher a água da chuva e pescar. Ele não sabia nadar, por isso constantemente amarrava uma corda no seu pulso e no barco, caso ele viesse a cair na água. Com a mola da lanterna, ele criou um anzol. Arrancou também um prego das tábuas do barco e fez um anzol um para pescar peixes maiores. Sempre que pescava um peixe, ele o abria com uma faca feita a partir das latas de biscoito e o pendurava no barco para secar. Certa vez, após uma forte tempestade que estragara sua água e os peixes, Poon Lim conseguiu capturar uma gaivota e sobreviveu bebendo o seu sangue.
Em duas ocasiões, outras embracações passaram próximo a ele: primeiro um cargueiro e em seguida um esquadrão de aviões da patrulha da Marinha Norte-Americana. Poon Lim comenta que o cargueiro o viu, mas não o resgatou porque ele era chinês. Os aviões o viram e chegaram a soltar uma bóia para marcar o local na água, mas infelizmente uma forte tempestade atingiu a região e ele se perdeu novamente no mar.
No início ele contava os dias amarrando nós em uma corda, mas depois decidiu que era mais prático contar luas cheias ao invés de dias.
Em 5 de abril de 1943, Poon Lim alcançou terra na foz de um rio. Três pescadores brasileiros resgataram ele e o levaram a cidade de Belém três dias depois.
Durante seu naufrágio, Poon Lim perdeu 10 quilos, mas ainda era capaz de andar sem ajuda quando foi resgatado. Ele ficou duas semanas em um hospital no Brasil, até que o consulado Britânico conseguiu que o mesmo retornasse a Inglaterra via Miami e Nova York. Ele só então ficou sabendo que somente 11 dos outros 55 integrantes da tripulação de seu navio havia sido resgatados.
O Rei George VI condecorou-o com uma Medalha do Império Britânico, e a marinha Britânica incorporou sua aventura nos manuais de técnicas de sobrevivência. Após a guerra, Poon Lim decidiu imigrar para os Estados Unidos, mas a cota para chineses já estava esgotada. Entretanto, devido a sua fama, ele recebeu uma atenção especial e conseguiu a cidadania.
Poon Lim morreu no Brooklyn em 4 de janeiro de 1991.